# 간사이 공항 자동차도
간사이 공항 자동차도(일본어: 関西空港自動車道)는 오사카부 이즈미사노시의 이즈미사노 분기점에서 출발하여 린쿠 분기점까지 이어주는 고속도로 노선이다. 특이하게도 이 고속도로는 총 연장이 6.6 km밖에 되지 않는 짧은 도로망이며, 노선 번호는 E71로 부여되어 있다. 그러나 E71 번호를 가진 고속도로는 이 도로 말고, 간사이 국제공항 연락교와도 같이 병용한 형태로 표기된다. 그 외에도 이 도로가 481번 국도를 전용하게 되는 도로이기도 하다.

## 주요 경유지
- 이즈미사노 분기점(일본어판) : 한와 자동차도와 접촉, 그러나 이 도로의 기점이며, 번호는 18번이다.
- 가미노고 나들목(일본어판) : 481번 국도와 직접 만나게 되며, 이 도로의 고유 번호인 1번으로 지정, 기점에서 1km 지점이다.
- 이즈미사노 나들목(일본어판) : 26·481번 국도와 동시에 만나지만, 도로 번호는 2번으로 지정, 기점에서 4.1 km 지점이다.
- 린쿠 분기점(일본어판) : 한신 고속도로의 한신 고속도로 4호 만안선과 접촉하며, 도로 번호는 3번으로 지정, 기점으로부터 약 6.6 km 떨어져 있다.

## 연혁
- 1994년 4월 2일 : 6.6 km 전 구간 개통.

## 관리
- NEXCO 서일본 간사이지사에서 이 도로를 관장 및 담당하고 있다.

## 차선 및 최고 속도
- 이즈미사노 분기점에서 린쿠 분기점 사이의 전 구간에 걸쳐 시속 80km/h의 제한 속도가 적용되며, 왕복 4차로(상하행선 각각 2개의 차로)이다.

## 교통량
통행량은 아래와 같은 수치를 가지고 있으며, 중복되어 있는 통행량은 목록에서 제외한다.
- 2002년 통계 기준 : 14,706 대의 차량이 이 도로를 통과한 적이 있었다.
- 2015년 통계 기준 : 이즈미사노 분기점에서 가미노고 나들목 사이의 구간을 기준으로 20,322대의 차량이 이 도로를 통과하였고, 가미노고 나들목에서 이즈미사노 나들목 사이 구간은 17,478대를, 이즈미사노 나들목에서 린쿠 분기점 사이의 구간 역시 13,949대의 차량이 이 도로를 통과하는 수치이다.

## 지리
- 통과하는 지자체는 일본 481번 국도와 동일하게 오사카부 이즈미사노시를 유일하게 관통된다.

### 접촉 가능한 도로
- 한와 자동차도 : 이즈미사노 분기점에서 직접 접촉
- 한신 고속도로 4호 만안선 : 린쿠 분기점에서 직접 접촉
- 간사이 국제공항 연락교 : 린쿠 분기점에서 직접 접촉

## 같이 보기
- 국도 제481호선 (일본)
- 간사이 국제공항 연락교